# Dr. Caligari
Pour plus de détails, voir Fiche technique et Distribution.
Dr. Caligari est un film d'horreur érotique d'avant-garde américain de 1989 coécrit et réalisé par Stephen Sayadian avec Madeleine Reynal, Laura Albert, Gene Zerna, David Parry, Fox Harris et Jennifer Balgobin dans les rôles principaux. Il s'agit d'une quasi-suite du film Le Cabinet du docteur Caligari sorti en 1920. Le film raconte l'histoire d'un médecin dérangé (la petite-fille du Dr Caligari original) et des expériences illégales qu'elle mène sur ses patients.
Intitulé Caligari 3000 lors de sa sortie dans certains cinémas en 1989, le film est rapidement tombé dans l'oubli. Depuis qu'il est sorti en VHS et en format Betamax limité, le film s'intitule Dr. Caligari. Le film est considéré comme un film culte et a été projeté comme « film de minuit » à plusieurs reprises.
Dans le film, le Dr Caligari mène des expériences de manipulation mentale sur des malades mentaux récalcitrants, dans le but de les guérir. Elle ne réussit qu'à transférer certains états mentaux et traits de caractère d'une personne à l'autre. Les principaux thèmes explorés dans ces expériences sont le cannibalisme, la nymphomanie et le travestissement.

## Synopsis
L'intrigue principale concerne les expériences du Dr Caligari sur ses patients à l'asile d'aliénés de Caligari (C.I.A.), où elle transfère des fluides cérébraux glandulaires d'un patient à l'autre. Deux de ses principaux patients, M. Pratt, un tueur en série cannibale, et Mme Van Houten, une femme au foyer nymphomane, sont les principaux sujets de ses manipulations mentales. Mme Van Houten devient la cannibale et M. Pratt la nymphomane, bien qu'ils semblent conserver certains éléments d'eux-mêmes. Apparemment, l'idée non conventionnelle de Caligari est de guérir les gens en introduisant des traits également opposés pour équilibrer les esprits perturbés, mais cela n'est jamais explicitement indiqué dans le film.
Plusieurs autres médecins, un couple marié (M. et Mme Lodger), s'inquiètent des expériences de Caligari et approchent le père de Mme Lodger, le Dr Avol, qui affronte Caligari, avant d'être victime de ses manipulations mentales et de recevoir une injection du liquide cérébral de Mme Van Houten, ce qui le transforme en nymphomane travesti.
Le sexe est un thème important tout au long du film, en particulier pour Mme Van Houten, qui apparaît seins nus et se masturbe à plusieurs reprises, mais il n'y a pas de scènes hardcore, car le film a été classé R. À la fin du film, Mme Van Houten a injecté au Dr Caligari son propre liquide cérébral nymphomane et à elle-même celui de l'ancêtre de Caligari (le Dr Caligari original du Cabinet du docteur Caligari) ; ainsi, le patient devient le médecin, le médecin devient le patient et les détenus sont laissés à eux-mêmes pour diriger l'asile.

## Fiche technique
Sauf indication contraire, les informations mentionnées dans cette section peuvent être confirmées par la base de données cinématographiques IMDb,  présente dans la section « Liens externes ».
- Titre : Dr. Caligari
- Réalisation : Stephen Sayadian
- Scénario : Stephen Sayadian et Jerry Stahl
- Musique : Mitchell Froom
- Photographie : Ladi von Jansky
- Montage : G. Martin Steiner
- Production : Joseph F. Robertson
- Société de production : Steiner
- Société de distribution : Manley Films (États-Unis)
- Pays d'origine :  États-Unis
- Langue originale : anglais
- Format : couleur — 1.66 : 1 — 35 mm
- Genre : drame, film d'horreur
- Durée : 80 minutes
- Dates de sortie :
  - États-Unis : 1er décembre 1989

## Distribution
- Madeleine Reynal : Dr Caligari
- Fox Harris : Dr. Avol
- Laura Albert : Mme Van Houten
- Jennifer Balgobin : Ramona Lodger
- John Durbin : Gus Pratt
- Les Van Houten : Gene Zerna
- David Parry : Dr Lodger
- Barry Phillips : Cesar
- Magie Song : une patiente en camisole de force
- Jennifer Miro : Mlle Koonce
- Stephen Quadros : un épouvantail
- Carol Albright : une patiente hurlante
- Catherine Case : une patiente avec des hormones supplémentaires
- Debra De Liso : Grace Butler (en tant que Debra Deliso)
- Lori Chacko : une patiente au lit
- Marjean Holden : une patiente au lit

## Sortie
Le film a été présenté au Festival des festivals de Toronto le 30 août 1989.

## Accueil
Une critique contemporaine, « Devo. » de Variety, qualifie le film de « tentative peu convaincante », remplie de « dialogues camps et de rebondissements bizarres », et estime que « même les amateurs de films cultes les plus avertis risquent de ne pas voir ce film ».
Une critique rétrospective du Los Angeles Times écrit : « L'un des artefacts les plus pervers jamais produits dans le comté d'Orange doit être le film Dr. Caligari ».